# Aljaksandr Dserhatschou
Aljaksandr Dserhatschou (belarussisch Аляксандр Дзергачоў; * 17. Juni 1990) ist ein belarussischer Leichtathlet.

## Sportliche Laufbahn
Dserhatschou konnte sich bei den Belarussischen Meisterschaften 2014 in Hrodna im Zehnkampf mit erreichten 7504 Punkten den Titelgewinn sichern.